# 乐铺
乐铺是一家中文购物网站，以销售创意礼品和家居用品为主。2005年12月成立于福州，2010年5月办公地点搬迁至湖北省武汉市。
建站初期，曾以大量运用Web 2.0技术受到网友的关注。被媒体称为创意产品的发掘和销售平台
。
经创始人陈伯乐确认，2014 年底，由于团队经营原因，项目正式关闭。